# Relações entre Barbados e Reino Unido
As relações Barbados-Reino Unido são as relações entre os governos de Barbados e o Reino Unido da Grã-Bretanha e Irlanda do Norte (UK). Os laços históricos entre os dois países são longos e complexos, incluindo colonização, pós-colonialismo e relações bilaterais modernas. Os dois países estão relacionados por meio de uma história comum que abrange trezentos e trinta e nove anos (1627–1966). Desde a data da independência de Barbados, essas nações continuam a compartilhar laços por meio da Comunidade das Nações, e como duas das dezesseis nações separadas em todo o mundo coexistindo intimamente por meio do compartilhamento do mesmo Chefe de Estado, a Rainha Elizabeth II como seu Monarca
Barbados foi um dos mais antigos assentamentos ingleses nas Índias Ocidentais, sendo superado apenas por São Cristóvão, embora, ao contrário de São Cristóvão, Barbados nunca tenha mudado de mãos. O primeiro assentamento inglês perto de Holetown, em Barbados, foi estabelecido setenta e quatro anos antes dos Atos de União criarem o Reino da Grã-Bretanha . Em 2016, o primeiro-ministro britânico parabenizou Barbados por seu 50º aniversário de independência e expressou o desejo de uma "parceria duradoura" próxima e contínua entre as nações.
O Alto Comissariado Britânico em Bridgetown foi estabelecido em 1966. Um alto comissário barbadiano concomitante está localizado em Londres, Inglaterra.

## História

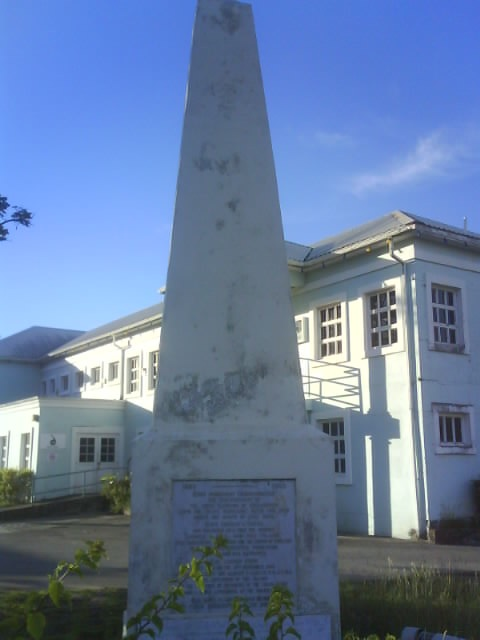
Monumento comemorativo sobre a reivindicação inicial dos ingleses de Barbados em 1625

A relação histórica entre Barbados e a Grã-Bretanha remonta ao século XVII. Em uma viagem do Brasil, o capitão John Powell reivindicou Barbados em nome da Inglaterra em 1625. Ao retornar à Inglaterra, seu empregador, Sir William Courteen, instruiu John Powell a retornar a Barbados com os colonos. O navio de John Powell voltou para a Inglaterra sem ter localizado a ilha com sucesso. Uma segunda viagem então liderada pelo (irmão) Capitão Henry Powell em 1627 foi bem-sucedida. Um grupo de 80 colonos ingleses (junto com 12 escravos africanos capturados do mar espanhol) estabeleceu o primeiro assentamento europeu permanente na ilha de Barbados em 17 de fevereiro de 1627 na atual cidade de Holetown, Saint James.
Barbados foi transformado em uma "colônia proprietária" de Courteen, até que uma reivindicação sobre a ilha foi contestada por James Hay que provou que o rei Carlos I da Inglaterra realmente lhe concedeu o título da colônia infantil. Desde o primeiro assentamento europeu em St. James Town (que desde então foi renomeado), até a independência de Barbados em 1966, a ilha permaneceu a única ilha caribenha que nunca mudou de mãos entre as nações europeias após a colonização.
Com a introdução precoce da cana-de-açúcar, Barbados se tornou uma das mais ricas colônias da Inglaterra no mundo. A localização no extremo leste de Barbados tornou a colônia um importante centro comercial para o comércio transatlântico, especialmente com a cidade britânica de Bristol. No início dos anos 1900, Barbados também serviu como um dos principais pontos de interconexão da All Red Line do Império Britânico.

## Atualmente

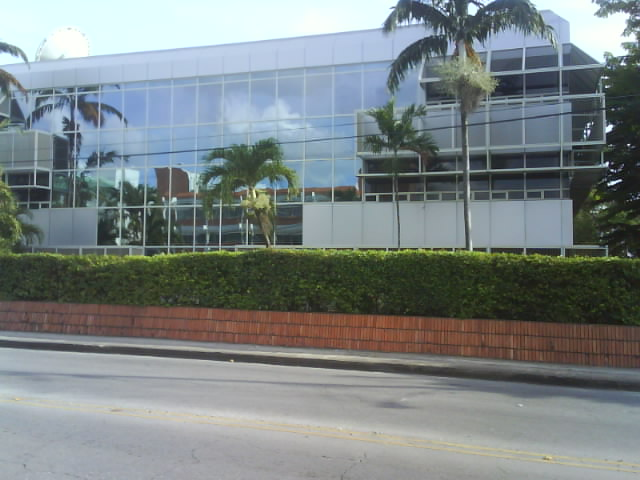
Alto Comissariado Britânico (em Bridgetown)

Embora Barbados tenha fortes laços com o Reino Unido desde o primeiro acordo europeu, o Reino Unido está cada vez mais vinculado à União Europeia no comércio. Isso levou Barbados e outras antigas nações das Índias Ocidentais Britânicas a buscarem novos mercados para a expansão do comércio nas Américas. Como tal, as relações comerciais, financeiras e culturais com esses blocos separados tornaram-se cada vez mais dominantes.
Como reinos da Commonwealth, os dois países compartilham uma monarca, a Rainha Elizabeth II, e ambos são membros ativos das Nações Unidas, da Comunidade das Nações, da Associação Parlamentar da Comunidade e da África, Caribe e Pacífico - Assembleia Parlamentar Conjunta da UE. Barbados anunciou que se tornará uma república em novembro de 2021, para deixar seu 'passado colonial para trás'.  Os críticos afirmam que a mudança ocorreu em parte porque a China exerceu pressão sobre Barbados.
O Banco Central de Barbados é um dos vários órgãos monetários que imprimem suas notas com o De La Rue da Inglaterra. Em 2011, o Alto Comissário britânico em Bridgetown considerou que: “a relação entre o Reino Unido e Barbados é extremamente forte e positiva e os laços permanecem estreitos. É uma relação boa e calorosa e Barbados continua sendo o destino de escolha para o Reino Unido.
Em 2012, o Ministro de Estado do Reino Unido para o Caribe Independente no Foreign and Commonwealth Office, Henry Bellingham afirmou: "Barbados é a ilha com a qual o Reino Unido tem a relação mais forte e natural; há um certo nível de confiança e cooperação entre os dois países." O plano de 2020 para substituir a Rainha como chefe de Estado foi explicado pela Primeira-Ministra Mia Mottley : "Chegou a hora de deixar totalmente para trás o nosso passado colonial. Os barbadianos querem um chefe de estado barbadense. " Seu antecessor como PM, Freundel Stuart, também adotou um plano semelhante. Se esse objetivo pode ser alcançado durante 2021 "não estava claro", de acordo com uma investigação da situação pela Canadian Broadcasting Corporation em março de 2021.   Se o plano for bem-sucedido, Barbados provavelmente permanecerá como membro da Comunidade das Nações . Uma reportagem da BBC News afirmou que a Guiana, assim como Trinidad e Tobago, já tinha esse tipo de relacionamento com o Reino Unido: uma "associação livre de ex-colônias britânicas e dependências atuais". Em setembro de 2021, a primeira-ministra de Barbados, Mia Amor Mottley, nomeou Sandra Mason como a futura presidente do país. Ela assumirá o cargo em 30 de novembro.

## Negócios
Em 2008, as exportações britânicas para Barbados ficaram em £ 38,0 milhão. Isso colocou Barbados como o quarto maior mercado de exportação da Grã-Bretanha na região.
Após anos de negociações  a British Broadcasting Corporation  (BBC) voltou a entrar no mercado de rádio de Barbados, lançando uma estação de retransmissão FM em novembro de 2009. O BBC World Service pode agora ser ouvido em todo o país na frequência 92.1 FM. em 2019, Barbados e várias nações assinaram um acordo com o Reino Unido para garantir o acesso comercial pós-Brexit. A transação atua como uma substituição UK-CARIFORUM para o anterior Acordo de Parceria Econômica UE-CARIFORUM.

## Diplomacia
Em 2011, o ministro das Relações Exteriores britânico, Jeremy Browne, visitou Barbados para se reunir com vários ministros do governo e empresas britânicas do setor de turismo sediadas em Barbados. Após a reunião, o Sr. Browne afirmou que o governo britânico entendia as preocupações do governo de Barbados sobre o imposto sobre o passageiro aéreo (APD) e seu possível impacto no turismo com Barbados; Browne acrescentou que os resultados da questão seriam anunciados no orçamento anual do Reino Unido em 23 de março.
Em setembro de 2020, o governo de Barbados anunciou que pretende se tornar uma república até 30 de novembro de 2021, o 55º aniversário de sua independência. Se o plano for alcançado, a Rainha será substituída pelo próprio funcionário eleito do país como chefe de estado.

### Acordos bilaterais
| Encontro      | Nome do acordo                                                                 | Ref. Da lei número |
| ------------- | ------------------------------------------------------------------------------ | ------------------ |
| Junho de 2003 | Tratado de Transferência de Infratores                                         | Nº 26. (2003)      |
| Junho de 1999 | Serviços Aéreos                                                                | No. 23 (2001)      |
| Abril de 1993 | Promoção e Proteção do Investimento - Tratado Bilateral de Investimentos (BIT) | No. 54 (1993)      |
| Abril de 1992 | A Ordem da Segurança Social (Barbados) de 1992                                 | No. 812 (1992)     |

### Forças Armadas
Historicamente, o Reino Unido manteve uma forte presença militar na ilha de Barbados. As primeiras tropas imperiais a desembarcar em Barbados foram as forças de Sir George Ayscue em 1651. A partir de então, uma milícia foi estabelecida e várias torres de vigilância (como a Gun Hill Signal Station ) foram estrategicamente colocadas ao longo dos pontos altos da ilha para detectar e rapidamente retransmitir quaisquer atos de agressão ou tentativas de invasão contra a ex-colônia. Posteriormente, em 1780, um comando mais permanente de tropas imperiais esteve estacionado em Barbados até 1906. Essas tropas tinham estado estacionadas na parte sul da ilha em St. Ann's Garrison Savannah em St. Michael, uma área que formava uma das guarnições mais antigas estabelecidas em todo o hemisfério ocidental . Durante a Primeira e a Segunda Guerra Mundial, muitos militares barbadenses lutaram no esforço de guerra britânico. Um ponto muito meditado por membros de ambos os governos foram as correspondências enviadas por Barbados ao Escritório Colonial em Londres. Num telegrama datado de 6 de agosto de 1914, as autoridades barbadianas escreveram: "Continue, Inglaterra. Barbados está atrás de você. "A respeito da guerra com a Alemanha.
Em 3 de setembro de 1939 (o dia em que o Reino Unido e a França declararam guerra à Alemanha nazista ), o primeiro telegrama a chegar a Whitehall veio de Barbados e continha simplesmente: "Barbados está com você". Barbados e o Reino Unido continuam sua longa história de cooperação em questões de segurança. Hoje, esse papel evoluiu para lidar com: combate às drogas, crime e lavagem de dinheiro. A Barbados Defense Force e os  Royal Marines ainda mantêm uma aliança entre suas unidades militares. O governo britânico baseia a Equipe de Treinamento e Consultoria Militar Britânica (BMATT) nas nações de Barbados e Antígua e Barbuda.

## Migração

### Para Barbados
Nos últimos anos, um número crescente de cidadãos britânicos tem se mudado para Barbados para viver. Uma pesquisa conduzida pela British Broadcasting Corporation (BBC) descobriu que havia cerca de 27.000 pessoas identificadas como cidadãos britânicos vivendo no exterior em Barbados. O ranking colocou Barbados como o terceiro lugar nas Américas em termos de residentes britânicos (atrás dos Estados Unidos e Canadá). Outras pesquisas mostraram que os cidadãos britânicos representam de 75 a 85% do mercado de segunda residência de Barbados.

### Para o Reino Unido
O censo de 2001 do Reino Unido mostrou que mais de 21.000 pessoas nascidas em Barbados residem no Reino Unido (a maior diáspora nascida em Barbados na terra). Os barbadianos constituem o segundo maior grupo grupo afro-caribenho do Reino Unido.

## Cidades irmãs
- 1982 - Bridgetown, St. Michael - Borough of Hackney, Londres, Inglaterra (1982)[41]
- 2003 - Speightstown, St. Peter - Reading, Berkshire, Inglaterra [42]
- 2009 - Holetown, St. James - Borough of Haringey, Londres, Inglaterra[43][44]